# Popelín
Popelín (deutsch Popelin) ist eine Gemeinde in Tschechien. Sie liegt 15 Kilometer nordöstlich von Jindřichův Hradec und gehört zum Okres Jindřichův Hradec.

## Geographie

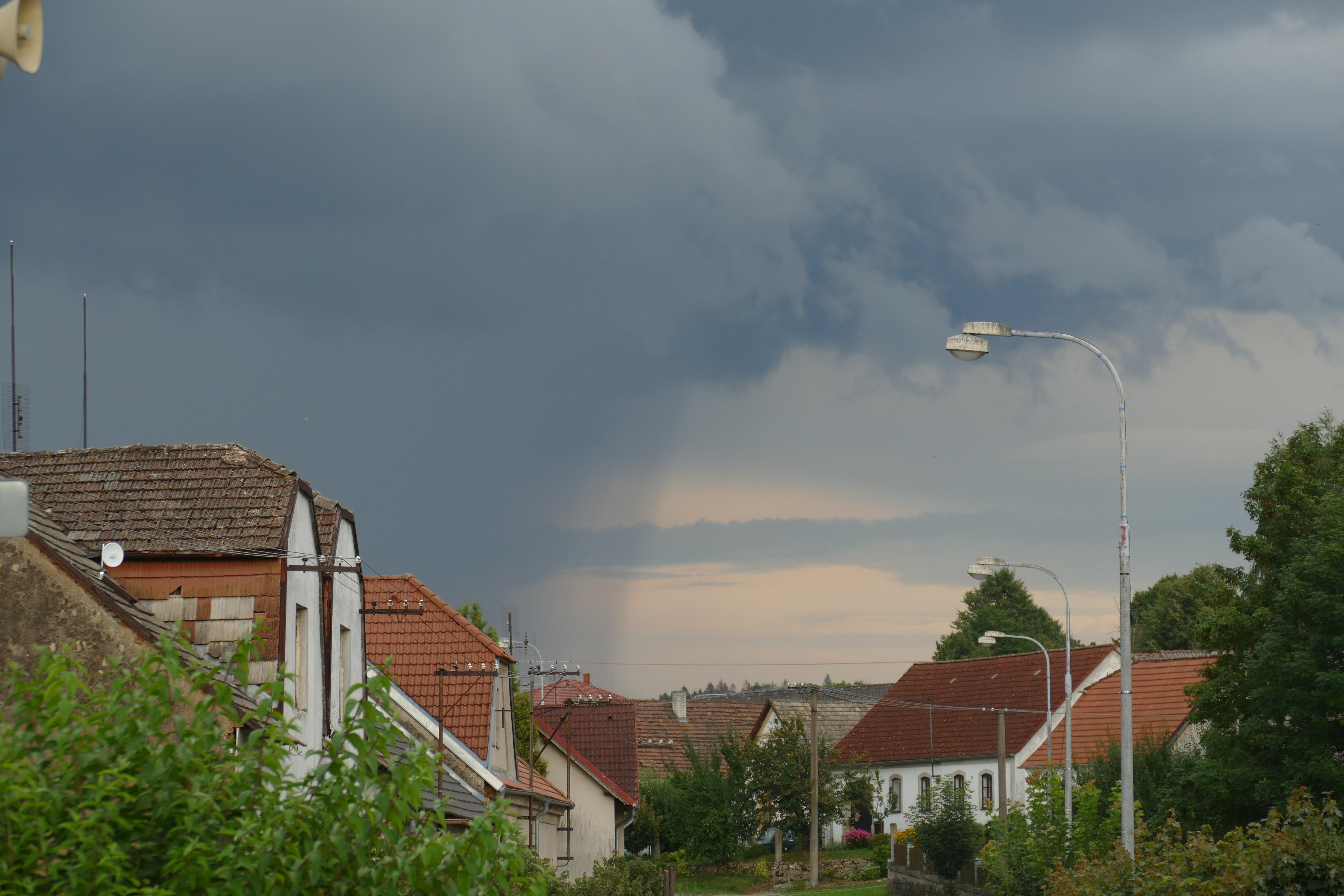
Popelin

Popelín befindet sich im Tal des Baches Olešná in einer Teichlandschaft in den nördlichen Ausläufern der Javořická vrchovina. An der nördlich des Dorfes verlaufenden Eisenbahnstrecke von Jindřichův Hradec nach Jihlava bzw. Pelhřimov besitzt das Dorf einen Bahnhalt. Im Süden erhebt sich der 623 m hohe Tůmův vrch.
Nachbarorte sind Žirovnice im Norden, Stojčín im Nordosten, Dobrá Voda und Horní Olešná im Osten, Zahrádky im Südosten, Bořetín und Česká Olešná im Süden, Bednáreček im Westen sowie Vlčetín im Nordwesten.

## Geschichte
Erstmals urkundlich erwähnt wurde das Dorf im Jahre 1349. Durch Popelín führte die Landesgrenze zwischen Mähren und Böhmen, so dass der Ort aus einem böhmischen und einem mährischen Teil bestand. In der 2. Hälfte des 14. Jahrhunderts entstand eine Feste, als deren erster Besitzer Zdeněk von Popelín 1384 nachweisbar ist.
Besitzer von Popelín waren nachfolgend verschiedene Landadelsfamilien und auch die Herren von Neuhaus hielten einen Anteil. Zum Ende des 15. Jahrhunderts erfolgte unter den Vrchotický an der Stelle der Feste der Bau eines Schlosses.
Wegen Teilnahme am böhmischen Ständeaufstand beschlagnahmte Ferdinand II. 1620 die Güter von Sigmund Vrchotický von Vrchotice und verkaufte sie an Seifried Christoph Breuner, Freiherr von Stübing. Ihm folgte der Oberhauptmann der Herrschaften des Geschlechts Slawata, Jan Unčovský von Rosenport, der die Besitzungen 1638 an die Jesuiten in Jindřichův Hradec weiter veräußerte. Die Jesuiten ließen um das Schloss einen Park anlegen, in dem sie auch einen Heilkräutergarten betrieben. 1650 richteten sie eine Apotheke ein.
An einer schwefelsauren Quelle entstand einen Kilometer östlich von Popelín für die Ordensbrüder das Bad Dobrá Voda. Nach seiner Heilung ließ einer der Mönche am Bad eine Marienkapelle errichten.
Westlich von Popelin befindet sich auf der Gemarkung Šejba die wüste Ansiedlung Kobylí, die nach ihrer Zerstörung im Dreißigjährigen Krieg 1648 durch die Schweden aufgelassen wurden.
Nach der Aufhebung des Ordens fiel Popelín 1773 an den Mährischen und den Böhmischen Studienfonds. Die Liegenschaften des Bades wurden aufgeteilt. Nach der Einstellung des Badebetriebes entstand eine Leinenbleiche.
In den Jahren 1787 bis 1799 entstand südlich von Popelín die nach dem Raabschen System begründete Siedlung Famelka, in der herrschaftliche Parzellen an Familianten verpachtet wurden.
1798 erhielt Jan Kalinov das Gut Popelín zunächst in Erbpacht und schließlich als Eigentum.

## Gemeindegliederung
Die Gemeinde Popelín besteht aus den Ortsteilen Horní Olešná (Oberwoleschna) und Popelín (Popelin), die zugleich Katastralbezirke bilden. Zu Popelín gehören außerdem die Weiler Březina und Dobrá Voda (Gutwasser). Grundsiedlungseinheiten sind Březina, Horní Olešná und Popelín.

## Sehenswürdigkeiten
- Schloss Popelín, der zweiflügelige Renaissancebau mit Turm wurde vor 1600 für Sigmund Konrad Vrchotický von Loutkov anstelle der alten Feste errichtet. Die Jesuiten legten 1638 einen großen Schlosspark mit Heilkräutergarten an.
- Kirche St. Peter und Paul, erbaut 1788
- Marienkapelle in Dobrá Voda, erbaut im 18. Jahrhundert
- Barocker Kornspeicher von 1733
- Reste der Burg Tůmův hrad auf dem Tůmův vrch
- Statue des Hl. Johannes von Nepomuk auf dem Dorfplatz, aufgestellt um 1750
- Denkmal an die Abschaffung der Frondienste, 1850 auf dem Dorfplatz errichtet
- Denkmal für Generalleutnant Ludvík Budín, errichtet 1987

## Söhne und Töchter der Gemeinde
- Johann Hermanek (1865–1905), Wasserbauingenieur
- Ludvík Budín (1892–1956), General der Luftstreitkräfte
- Zdeněk Šeřík, eigentlich František Novotný (1919–1984), Dichter